# بيل بيتون
بيل بيتون (بالإنجليزية: Bill Beaton)‏ هو لاعب كرة قدم بريطاني في مركز حراسة المرمى، ولد في 30 سبتمبر 1935 في Kincardine, Fife ‏ في المملكة المتحدة. لعب مع أستون فيلا ودونفرملين أثلتيك ونادي أردريونيانز ونادي ألوا أثليتيك.